# Табори Молодіжного Націоналістичного Конґресу
Табори Молодіжного Націоналістичного Конґресу — всеукраїнської молодіжної громадської організації.

## Всеукраїнські табори

### Гурби-Антонівці
Гурби-Антонівці — найбільша в Україні спортивно-патріотична теренова гра.
Відбувається щороку на початку травня в лісовому масиві між селами Антонівці на Тернопільщині та Гурби, що у Рівненській області.
Саме тут у 1944 році підрозділи Української Повстанської Армії потрапили в оточення військ НКВС, так званий «Гурбинський мішок». П'ять тисяч українських героїв мужньо боролися проти понад 35 тисяч окупантів і після кількох виснажливих днів бою вирвалися з оточення. Цей бій увійшов в історію як найбільший бій УПА.  Тому Молодіжний Націоналістичний Конгрес започаткував у 2003 році теренову гру, аби вшановувати полеглих тут українських героїв та знищених після бою мешканців села Антонівці.
Суть теренової гри полягає в тому, що учасники діляться на три команди (три курені, кожен поділяється на сотні, чоти, рої, — так, як і в УПА), які змагаються між собою за прапори одна одної та за кількість «вбитих» гравців суперника. При цьому кожна з команд суворо дотримується правил чесної гри, прояви негідної поведінки та порушення правил під час її проведення можуть каратися дискваліфікацією гравця; пияцтво тут суворо заборонено. За дотриманням правил слідкують спостерігачі, основні суддівські функції здійснює Рада Вищих Спостерігачів.
Перемогу отримує той, хто захоплює прапор противника і при цьому відстоює свій. З кожним роком це робити стає все складніше, адже командири «куренів» досконало вивчають терен гри, вдосконалюють тактику і стратегію, застосовують сучасні технічні можливості для вдалих маневрів.
Популярність гри з кожним роком зростає. Протягом 2008—2009 років гра вийшла на міжнародний рівень — її відвідали гості з Польщі, Білорусі та Росії. У 2010 році теренова гра «Гурби-Антонівці» увійшла до TOP-10 (8-ме місце) у номінації «Найефективніші молодіжні ініціативи України», проведені Агентством Стратегічних Досліджень. У 2016 році її проведення було підтримано на рівні Міністерства України у справах сім'ї, молоді та спорту.

### Відвага ім. Івана Гавдиди
Відвага імені Івана Гавдиди — щорічний вишкільний наметовий табір, що передбачає фізичний та ідеологічний вишкіл молоді. Програма  ефективно поєднує в собі як фізичне так й інтелектуальне навантаження та складається з чотирьох блоків, а саме:
- таборовий, який включає в себе  низку лекцій з табірництва, мандрівництва, виживання в природі, орієнтування на місцевості тощо;
- громадська дія, де учасники зможуть подискутувати про засади опору режиму, дізнатися як правильно поводитись на акціях та при затриманні міліцією, як ефективно використовувати соціальні мережі в роботі громадського активіста;
- а також ідеологічний та історичний, який включає в себе історію Холодного Яру, дискусії про боротьбу ірландських та хорватських націоналістів, героїчні сторінки з боротьби УПА та  багато інших цікавих, а головне — актуальних тем. Дискусії відбуватимуться за участю фахових спеціалістів.

Практична частина складається з туристичних та спортивних змагань (регбі, волейбол, кікбоксинг), водних ігор, теренової гри, змагань з туристичної техніки, смуги перешкод та вимаршу довжиною понад 60 км з елементами квесту.
Важливою особливістю «Відваги» є сувора дисципліна, яку повинен дотримуватись кожен учасник табору.

### Повстанська ватра
Повстанська ватра — щорічний осінній табір-джамборі для молоді.
Вперше табір відбувся  восени 2002 року. «Повстанська ватра» — мандрівний табір.  Кожного року місце проведення змінювали в залежності від «героїки» тої чи іншої місцевості. Місцем проведення табору ставали ті регіони, історія яких пов'язана з діячами національно-визвольного руху України.
У 2002—2004 роках «Повстанська ватра» відбулася на Волині, у 2005 — на Вінниччині, у 2006 — неподалік с. Загребелля на Роменщині (Сумська область), у 2007 — у Фастівському районі Київської області, у 2008 — табір відбувався одразу на Тернопільщині і Харківщині, у 2009—2010 роках —  на Тернопільщині. З 2011 року табір змінив свій формат із наметового на стаціонарний. У 2011—2013 — табір проводився в селі Уніж Івано-Франківській області, у 2015—2016 — на Київщині.
Мета табору — пропаганда ідей українського націоналізму та вивчення історії національно-визвольних змагань українців, неформальна освіта української молоді.

Програма включає в себе гутірки з громадської активності, проектного менеджменту, взаємодії медіа та громадських ініціатив, історії України та її боротьби, доступу до публічної інформації в архівах, пошуку ресурсів на реалізацію своєї ідеї та інші, а також спортивні ігри та вечірні ватри.
Серед лекторів табору були: засновник магазину «Наш Формат» Владислав Кириченко, директор Архіву СБУ Ігор Кулик, правозахисник та координатор «Євромайдан SOS» Олександра Матвійчук, засновник «Крим SOS» Таміла Ташева, письменниця Марія Матіос, музиканти Юрко Журавель, Святослав Бойко, Сергій Василюк, ветерани УПА та учасники АТО.
Кожного року табір має унікальну програму: від розробки учасниками проектів, що вирішують конкретні соціальні проблеми (найкращі з них отримують фінансування на реалізацію від організаторів табору — Молодіжного Націоналістичного Конґресу) — до обговорення гібридної війни та участі кожного громадянина України в ній.
Учасниками табору можуть стати всі бажаючі, віком від 16 до 26 років.

### Руса Коса
Руса Коса — щорічний табір для дівчат — членів МНК. Має навчально-практичний характер. Дівчата здобувають знання, вміння та навички, потрібні як в повсякденній роботі, так і  загалом для роботи у  «третьому секторі».
На сьогодні табір «Руса коса» є табором перевірки вже набутих загальновідомих знань, та отримання спеціалізованого вишколу.
До дівчат доноситься інформація, необхідна  для реалізації статутних завдань МНК, розширення сфер впливу організації, інтенсифікації роботи її структурних підрозділів на місцях, а також необхідна для збереження і підвищення її якості інформація, що є актуальною за сучасних умов державотворення.
Ідея впровадження «Русої коси» визріла в організації досить давно. Поштовхом для реалізації цієї ідеї стала ініціатива Сумської обласної організації Молодіжного Націоналістичного Конґресу у проведенні суто дівочого табору на третьому році життя організації.
Дівоча половина МНК виявила бажання випробувати себе в екстремальних умовах, загартувати свій дух, поділитись досвідом та здобути нові знання.

### Урай
Урай — зимовий екстремальний табір для хлопців — членів МНК. Проводиться щорічно. Заснований Рівненською обласною організацією Молодіжного Націоналістичного Конґресу у 2002 році.
«Урай» щороку змінює місце проведення: Рівненська, Сумська, Брянська, Чернігівська, Київська, Івано-Франківська, Закарпатська, Львівська, Тернопільська, Хмельницька, Житомирська, Донецька, Луганська області та АР Крим — регіони, в яких побували «ураївці».
Однією з умов таборування є спання без наметів, окреме харчування та швидке пересування. Окрім фізичного гарту та випробування вольових якостей, учасники табору прослуховують курс лекцій з лідерства, інших вузькоспеціалізованих галузей та мають змогу на практиці перевірити нові знання.